# Steinhäger

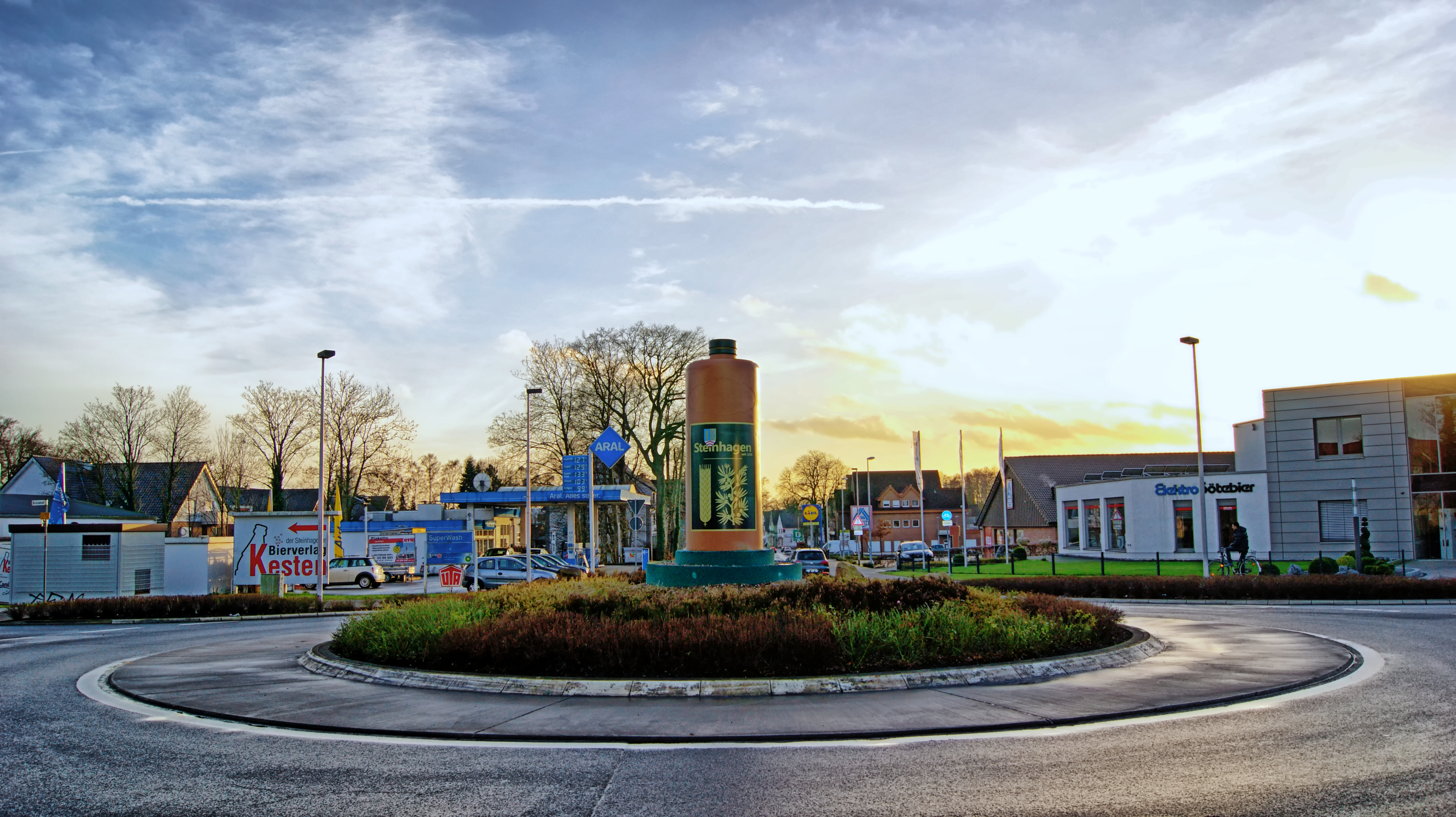
Überdimensionale Steinhägerflasche (Kruke) auf einem Kreisverkehr in Steinhagen zur Erinnerung an die Produktion von „Steinhäger“

Der Steinhäger ist eine mit Wacholder aromatisierte Spirituose. Charakteristisch ist die längliche Flasche aus braunem Steinzeug, die „Kruke“ oder umgangssprachlich „Betonbuddel“ genannt wird.

## Herkunft und Verbreitung
Ihren Namen gibt der aromatisierten Spirituose die ostwestfälische Gemeinde Steinhagen am Südhang des Teutoburger Waldes. Dort entwickelten sich in der zweiten Hälfte des 19. Jahrhunderts insgesamt 20 Hausbrennereien, die Wacholderwasser und Wacholderöl herstellten. Im 21. Jahrhundert stellen dort noch zwei Brennereien den Steinhäger her: Schwarze-Schlichte in der ehemaligen Brennerei H. C. König und die Brennerei Zum Fürstenhof Robert H. Günther, die seit 1955 eine Tochtergesellschaft der Haller Kisker-Brennerei ist.
In allen größeren deutschen Städten, unter anderem in Berlin, gab es Vertriebsgesellschaften für die aromatische Spirituose, die in einer Werbeanzeige „Steinhäger-Urquell“ genannt und als „bester Steinhäger der Welt“ bezeichnet wurde.

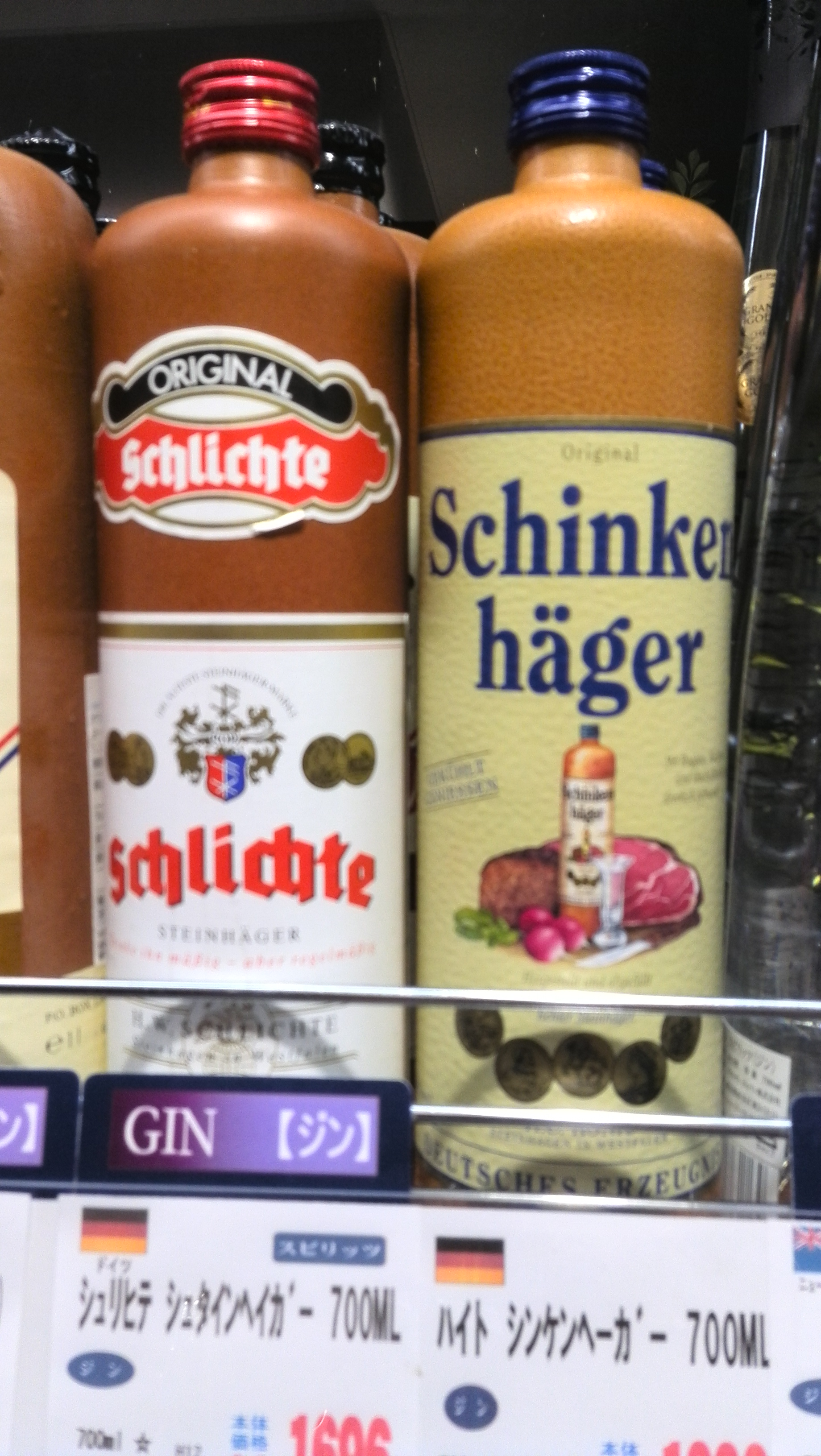
Schinkenhäger in einem Supermarkt in Japan

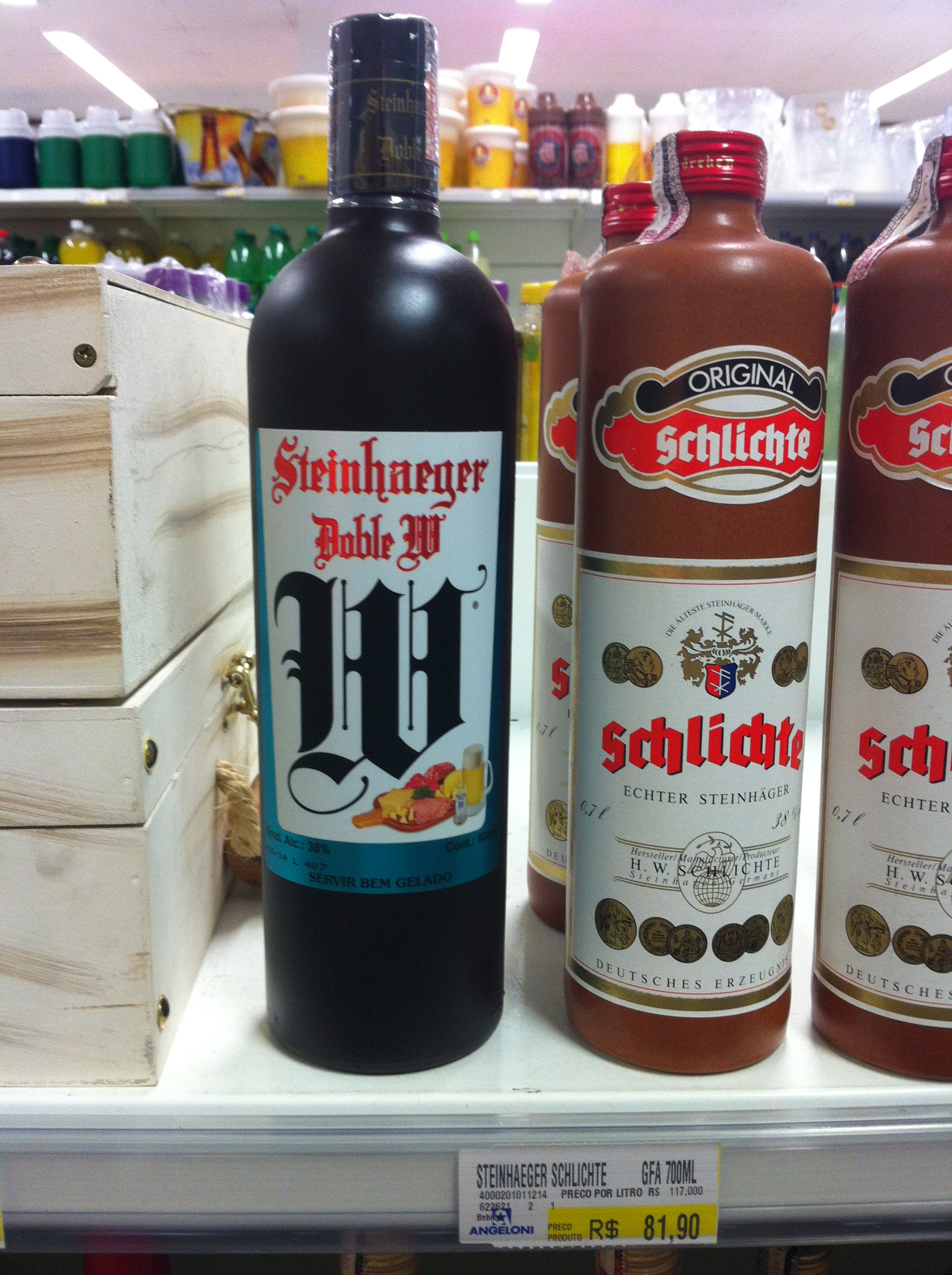
Steinhäger-Sorten in brasilianischem Supermarkt: Steinhager Doble W (brasilianisch) und Schlichte-Steinhäger (deutsch)

Der Wacholderschnaps der früheren Brennerei König aus Steinhagen trug ursprünglich auch den Namen Steinhäger-Urquell. Aber durch das Motiv mit dem Schinken auf der Kruke wurde der Urquell als Schinkenhäger bezeichnet und bekannt.
Seit 1989 ist Steinhäger laut einer EWG-Richtlinie u. a. durch seine Herstellung in Steinhagen sowie einen Alkoholgehalt von wenigstens 38 Vol.-% definiert.
In Brasilien wird seit 1962 ein Steinhäger von der Brennerei Doble W produziert. Nach Angaben des Herstellers hält man sich dabei an das deutsche Rezept mit originalen Dosierungen von Getreide, Wacholderbeeren, Wurzeln, Samen und Rinde.